# Kyzyl-Tasj
Kyzyl-Tasj (Russisch: Кызыл-Таш) is een gehucht (selo) in het district Kosj-Agatsjski van de Russische autonome deelrepubliek Altaj. De plaats ligt op de Koerajsteppe iets ten zuidoosten van Koeraj op ongeveer 65 kilometer ten noordwesten van Kosj-Agatsj. De plaats ligt aan de gelijknamige rivier de Kyzyltasj, vlak voor haar instroom in de Tsjoeja. In het gehucht overnachten veel reizigers, die over de Tsjoejatrakt reizen.